# Torgamba (plaats)
Torgamba is een bestuurslaag in het regentschap Labuhan Batu Selatan van de provincie Noord-Sumatra, Indonesië. Torgamba telt 6883 inwoners (volkstelling 2010).